# Louis Armstrong and His Hot Five
Louis Armstrong and His Hot Five (häufig auch kurz Hot Five) war eine Studio-Formation des Hot Jazz in Chicago in den Jahren 1925 bis 1928; sie spielte 65 Aufnahmen ein. Die Band unter der formalen Leitung von Louis Armstrong trat nur zweimal öffentlich auf, am 27. Februar 1926 und am 12. Juni 1926 – beide Male im Chicagoer Coliseum Theatre.

## Geschichte
Die Mitglieder der ersten Hot Five waren Louis Armstrong zunächst am Kornett und gelegentlich auch als Sänger, ab 1927 an der Jazztrompete, mit seiner zweiten Frau Lil Hardin Armstrong am Klavier, Johnny Dodds an Klarinette und Altsaxophon sowie Kid Ory an der Posaune und Johnny St. Cyr am Banjo, 1926 teils ergänzt durch die Sängerin May Alix, im Dezember 1927 teilweise ergänzt durch den legendären Jazz- und Blues-Gitarristen Lonnie Johnson.
Die Musiker des Quintetts kannten sich seit Jahren. Nach den beiden ersten Sitzungen, die auch dazu dienten, als Band zusammenzuwachsen, arbeiteten sie äußerst professionell und zügig: Die Stücke wurden nicht zuvor geprobt, sondern meist erst im Studio festgelegt. Meist wurden sie angeblich nur einmal mit Hilfe eines Leadsheets durchgespielt, ohne dass feste Arrangements existierten. So konnten innerhalb von drei Vormittagsstunden im Studio zwischen vier und acht Stücke aufgenommen werden; häufig saß bereits die erste Aufnahme.
Im Mai 1927 wurde diese Besetzung der „Hot Five“ auch, ergänzt durch Pete Briggs an der Tuba und Baby Dodds am Schlagzeug, als Louis Armstrong and his Hot Seven (oder auch Hot Seven) aufgenommen; dank des Fortschritts in der Studiotechnik war es möglich, nun eine komplette Rhythmusgruppe so aufzunehmen, dass sie auf den Platten auch richtig gehört wurde.
1928 kam es zu Umbesetzungen. Die Hot Five war nun ein Sextett mit Louis Armstrong als Sänger und an der Jazztrompete, Jimmy Strong an Klarinette und Tenorsaxophon, Fred Robinson an der Posaune, Mancy Carr am Banjo, Zutty Singleton am Schlagzeug und Earl Hines am Klavier und als Sänger. Die ausgewählten Musiker konnten nun alle vom Blatt lesen, was das Spiel von ausnotierten Passagen erleichterte, waren aber teilweise als Improvisatoren weniger gewandt als die Musiker, die sie ersetzten. Im Dezember 1928 kam der Klarinett- und Altsaxophonist Don Redman zur Band, die dadurch zum Septett wurde. Im Dezember 1928 nannte sich die Gruppe Louis Armstrong and his Savoy Ballroom Five. Unter diesem Namen nahm Armstrong auch nach einer weiteren Umbesetzung im März 1929 auf, bevor aus dieser Band mit veränderter Stilistik eine neue Formation, Louis Armstrong and His Orchestra, wurde.

## Bedeutung
Armstrong legte mit der Hot Five in der Ursprungsbesetzung und der Hot Seven „eine Reihe von Aufnahmen [vor], die bis heute noch unübertroffen sind.“ Anders als bei den späteren Aufnahmen ist hier sein virtuoses Spiel noch als Primus inter pares in die Band integriert; er ist noch nicht der dominierende Solist. „Das macht die Größe dieses Studio-Ensembles aus.“
Armstrong machte mit dieser Band zum ersten Mal Jazzaufnahmen, in denen den Solisten mehr Raum zur Improvisation gegeben wurde, und ebnete dem Jazz mit Kunstanspruch, wie wir ihn heute kennen, erstmals den Weg. Für Ralf Dombrowski sind daher die Aufnahmen der Hot Five und Hot Seven „eine der Grundlagen des Jazz überhaupt“: Das in ihnen wahrnehmbare künstlerische Potenzial konnte „dem Jazz zum Ansehen einer ernstzunehmenden Musik“ verhelfen. Nach Ansicht des Kritikers Gary Giddins handelt sich um „das einflussreichste Aufnahme-Projekt des Jazz, vielleicht der ganzen amerikanischen Musik“. Für Brian Morton und Richard Cook war Louis Armstrong am „Ende der 20er Jahre … ein großartiger Solist, der alle im Jazz beeinflusste und den Schwerpunkt vom Gruppenspiel auf die Solo-Improvisation veränderte und einen neuen Gesangsstil schuf, der fast ebenso einflussreich ist wie sein Trompetenspiel. Armstrongs Musik ist einer der Eckpfeiler des Jazz.“ Joachim-Ernst Berendt und Günther Huesmann stellen in ihrem Jazzbuch fest: „Louis Armstrongs Hot Five und Hot Seven waren der passende Soundtrack für die neue Welt der Teilchen und Partikel, der bewegten Bilder, der blitzschnellen Kommunikation, der Freudschen Psychologie, der Automobile, der stream-of-consciousness-Literatur, der kubistischen und dadaistischen Kunst und der Skyline von Manhattan.“
Die Tondokumente dieser Formation wurden 2002 als Louis Armstrong Hot Five and Hot Seven Sessions ins National Recording Registry der USA aufgenommen. Dem National Recording Registry zufolge war „Louis Armstrong der erste große Solist des Jazz und gehört zu den bedeutendsten und einflussreichsten Figuren der amerikanischen Musik. Diese Sessions, insbesondere seine Soli, setzen in ihrer Schönheit und ihrer Innovation einen Standard, nach dem Musiker immer noch streben.“

## Diskographische Hinweise
Die Aufnahmen erschienen zunächst als Schellackplatten. Es ist das Verdienst von George Avakian, dass ihr Wert für die Jazzgeschichte erkannt und sie 1940 wieder aufgelegt wurden. Avakian entdeckte auch einige Aufnahmen, wie Ory’s Creole Trombone, die in den 1920er Jahren überhaupt nicht in die Läden gekommen waren, und sorgte für deren Erstveröffentlichung.
Die Aufnahmen der Hot Five und Hot Seven erschienen erst ab den 1950er Jahren auf Langspielplatten. Erste Sammlungen von Aufnahmen der Hot Five und Hot Seven brachten die niederländische Philips (1956) und umfassender die britische Parlophone bzw. mit Einführungstexten von Dietrich Schulz-Köhn das deutsche Odeon-Label um 1960 auf den Markt. Im Jahr 2000 erschienen als 4-CD-Box sowohl eine Gesamtausgabe der Sessions bei Columbia Legacy (The Complete Hot Five and Hot Seven Recordings) als auch eine weitere Gesamtausgabe bei JSP Records (Hot Fives & Sevens).